# Longing in Their Hearts
Longing in Their Hearts is het twaalfde album van Bonnie Raitt, dat uitkwam in 1994.
Het album kwam op 1 in de Billboard 200 (16-22 april), en won op de Grammy Awards van 1995 de prijzen voor "Best Pop Vocal Album" en "Best Engineered Album, Non-Classical".

## Tracklist
1. "Love Sneakin' up on You" (Scott, Snow) – 3:41
2. "Longing in Their Hearts" (Okeefe, Raitt) – 4:48
3. "You" (Shanks, Thiele, Tonio K.) – 4:27
4. "Cool, Clear Water" (Raitt) – 5:27
5. "Circle Dance" (Raitt) – 4:11
6. "I Sho Do" (Always, Hodges) – 3:38
7. "Dimming of the Day" (Thompson) – 3:39
8. "Feeling of Falling" (Raitt) – 6:17
9. "Steal Your Heart Away" (Brady) – 5:44
10. "Storm Warning" (Britten, Maalfrid) – 4:31
11. "Hell to Pay" (Raitt) – 4:03
12. "Shadow of Doubt" (Nicholson) – 4:26

## Muzikanten
- Bonnie Raitt – orgel, steelstringgitaar, keyboard, elektrische piano, zang, achtergrondzang, slidegitaar
- Sweet Pea Atkinson – achtergrondzang
- Sir Harry Bowens – achtergrondzang
- Paul Brady – akoestische gitaar, tin-whistle, achtergrondzang
- Turner Stephen Bruton – elektrische gitaar
- John Clark – altfluit, basfluit, althobo
- Larry Corbett – cello
- David Crosby – achtergrondzang
- Paulinho da Costa – percussie
- Deborah Dobkin – percussie, drums
- Ricky Fataar – drums
- Mitchell Froom – harmonium
- Mark Goldenberg – akoestische gitaar, elektrische gitaar, oud
- Marty Grebb – baritonsax
- Scott Haupert – altviool
- Levon Helm – achtergrondzang

- James "Hutch" Hutchinson – basgitaar
- Wayne Jackson – trombone, trompet
- Randy Jacobs – gitaar
- Suzie Katayama – cello
- David Lasley – achtergrondzang
- Andrew Love – tenorsax
- George Marinelli – gitaar, mandoline, elektrische gitaar
- Arnold McCuller – achtergrondzang
- Cynthia Morrow – altviool
- Charlie Musselwhite – mondharmonica
- Buell Neidlinger – basgitaar
- Daniel Smith – cello
- Benmont Tench – keyboard, hammondorgel
- Richard Thompson – akoestische gitaar
- Scott Thurston – keyboard
- Don Was – basgitaar

## Hitlijsten

### Album
| Jaar | Lijst         | Positie |
| ---- | ------------- | ------- |
| 1994 | Billboard 200 | 1       |

### Singles
| Jaar | Single                    | Lijst                  | Positie |
| ---- | ------------------------- | ---------------------- | ------- |
| 1994 | "Love Sneakin' up on You" | Adult Contemporary     | 2       |
| 1994 | "Love Sneakin' up on You" | Mainstream Rock Tracks | 25      |
| 1991 | "Love Sneakin' up on You" | Billboard Hot 100      | 19      |
| 1994 | "Love Sneakin' up on You" | Top 40 Mainstream      | 15      |
| 1994 | "You"                     | Adult Contemporary     | 15      |
| 1994 | "You"                     | Billboard Hot 100      | 92      |